# 鍋島直樹 (仏教学者)
鍋島 直樹（なべしま なおき、1959年 - ）は、日本の仏教学者、浄土真宗本願寺派僧侶。専門は真宗学（真宗教義学）、実践真宗学。龍谷大学大学院実践真宗学研究科長・教授、文学部真宗学科教授。浄土真宗本願寺派真覚寺住職。

## 来歴
兵庫県神戸市出身。
- 1981年3月 - 龍谷大学 文学部 仏教学科真宗学専攻卒業
- 1983年3月 - 龍谷大学大学院 文学研究科修士課程 真宗学専攻修了
- 1986年3月 - 龍谷大学大学院 文学研究科博士課程 真宗学専攻単位取得満期退学
- 1987年4月 - 1996年3月龍谷大学 文学部 専任講師
- 1990年4月 - 1998年3月京都女子大学 非常勤講師
- 1996年4月 - 2000年3月龍谷大学 文学部 助教授
- 1998年9月 - 1999年9月カリフォルニア大学バークレー校で研究
- 2000年4月 - 2003年3月龍谷大学 法学部 助教授
- 2003年4月 - 2010年3月龍谷大学 法学部 教授
- 2010年4月 - 龍谷大学 文学部真宗学科 教授
- 2017年4月 - 2021年3月龍谷大学 実践真宗学研究科 研究科長

## 被災地との関わり
- 1995年1月17日、阪神・淡路大震災を経験。住んでいた真覚寺も被災する。
- 2011年3月11日、東日本大震災をうけて、被災地を震災直後から４１回訪問（2020年時点）。遡ると2004年から、宮沢賢治記念館や宮沢家と交流があり、宮沢賢治が『雨ニモマケズ』の詩の中で、「行ッテ」という言葉に着目し、行動することの重要性、身が寄り添う時に心も寄り添うことになると考え現地への訪問を行っている。

## 著書
- 『アジャセ王の救い 王舎城悲劇の深層』方丈堂出版, 2004.5
- 『親鸞の生命観 縁起の生命倫理学』法藏館, 2007.5
- 『自死を見つめて 死と大いなる慈悲』本願寺出版社, 2009.8
- 『中村久子女史と歎異抄 人生に絶望なし』 (龍谷大学仏教文化研究叢書)方丈堂出版, 2019.2

### 共編著
- 『仏教生命観の流れ 縁起と慈悲』 (人間・科学・宗教ORC研究叢書)長上深雪,嵩満也共編. 法藏館, 2006.6
- 『死と愛 いのちへの深い理解を求めて』編 (人間・科学・宗教ORC研究叢書)法藏館, 2007.1
- 『心の病と宗教性 深い傾聴』 (人間・科学・宗教ORC研究叢書)海野マーク,岡田康伸,倉光修共編. 法藏館, 2008.10
- 『仏教と生命倫理の架け橋』 (人間・科学・宗教ORC研究叢書)井上善幸, マルコム D.エッケル共編. 法藏館, 2008.7
- 『仏教死生観デジタルアーカイブ研究 生きる意味の省察』那須英勝,玉木興慈,井上善幸共編. 方丈堂出版, 2011.10
- 『地球と人間のつながり 仏教の共生観』 (人間・科学・宗教ORC研究叢書)玉木興慈, 井上善幸共編. 法藏館, 2011.9
- 『生死を超える絆 親鸞思想とビハーラ活動』 (龍谷大学人間・科学・宗教オープン・リサーチ・センター研究叢書) 玉木興慈,黒川雅代子共編. 方丈堂出版, 2012.3